# Llac Izvorul Muntelui
El llac Izvorul Muntelui, també conegut com a llac Bicaz, és el llac artificial més gran en aigües interiors a Romania. Es va crear després de finalitzar una presa construïda al riu Bistrița. La presa es troba a pocs quilòmetres al nord de la ciutat de Bicaz.
La presa es va construir entre els anys 1950 i 1960 i s'utilitza per generar hidroelectricitat a la central hidroelèctrica de Bicaz-Stejaru. Té una alçada de 127 m., una longitud de 435 m. i una amplada màxima de 119 m. El llac té una longitud de 40 km, una superfície de 31 km i un volum màxim de 1.250 milions de m³.
El llac és una destinació turística a la regió, especialment a l'estiu, quan els visitants agafen el ferri des del port de Bicaz per fer un breu viatge al llac i veure el mont Ceahlău a la riba oest.
Als anys seixanta i setanta hi havia un servei regular de ferri entre el port de Bicaz i els pobles a la vora del llac.
A Potoci, a pocs quilòmetres al nord de la ciutat de Bicaz, hi ha una instal·lació d'investigació biològica, equipada amb un petit submergible utilitzat per a exploracions submarines. El 1984, el biòleg marí Jacques-Yves Cousteau va visitar la instal·lació.

Llac Bicaz